# Сквален
Скваленът е естествено органично съединение, получавано с търговска цел, предимно от масло от черен дроб на акула, но се използват и растителни източници (главно растителни масла) от семена на щир, оризови трици, пшеничен зародиш и маслини. Всички растения и животни произвеждат сквален, включително и хората. Скваленът е предложен като важна част от средиземноморската диета, тъй като може да бъде хемопревантативно вещество, което защитава хората от рак.
Скваленът е въглеводород и една тритерпен и е естествен и есенциален компонент от синтеза на холестерол, стероидни хормони и витамин D в човешкото тяло. Скваленът се използва в козметиката, а от по-скоро и като имунологичен адювант във ваксините.

## Стероиден синтез
Скваленът е биохимичен предшественик на цялото семейство на стероидите. Окисляването (чрез ензима сквален монооксигеназа) на една от терминалните двойни връзки на сквалена дава, 2,3-сквален оксид, който претърпява на ензим-катализирана циклизация, за да се получи ланостерол, който е изходен за синтеза на холестерол и други стероиди.